# Zainab al-Ghazali

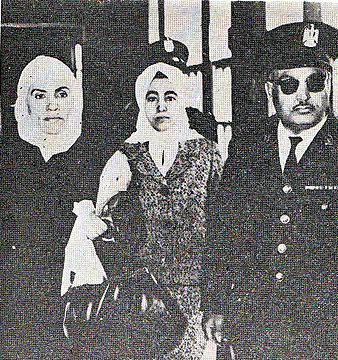
Zainab al-Ghazali (links)

Zainab al-Ghazali (arabisch زينب الغزالي, DMG Zainab al-Ġazālī; geb. 2. Januar 1917; gest. 3. August 2005) war eine ägyptische islamistische Aktivistin. Sie ist die Gründerin der den Muslimbrüdern unter Hasan al-Bannā nahestehenden “Gemeinschaft der muslimischen Damen” (dschamāʿat as-sayyidāt al-muslimāt), die etwa drei Millionen Mitglieder erreicht haben soll, und unter dem Präsidenten Nasser (1918–1970) von der Regierung aufgelöst wurde.

## Leben und Wirken
Zainab al-Ghazali wurde 1917 in einem Dorf im Nildelta geboren. Ihr Vater, ein Kaufmann, hatte eine religiöse Ausbildung an der al-Azhar in Kairo erhalten. Sie selbst hatte ihre grundlegende religiöse Ausbildung an der Schule erhalten, sich danach aber – ermuntert von ihrem Vater – autodidaktisch weitergebildet. 1935 trat sie der Ägyptischen feministischen Union von Hudā Schaʿrāwī bei, die sie jedoch schon ein Jahr später aufgrund von Unstimmigkeiten wieder verließ und stattdessen ihre eigene Organisation gründete. Diese, die “Gemeinschaft der muslimischen Damen” (dschamaat as-sayyidat al-muslimat) (gegründet 1936), wurde 1964 von der ägyptischen Regierung aufgelöst.
Es war ihr ein Anliegen, die Autonomie ihrer Organisation aufrechtzuerhalten: Sie lehnte Hasan al-Bannas Angebot, die „Gemeinschaft der muslimischen Damen“ mit dem weiblichen Flügel der Muslimbruderschaft zu vereinigen ab. Al-Ghazalis Organisation blieb auch unabhängig, nachdem sie persönlich al-Banna kurz vor dessen Tod einen Gefolgschaftseid geleistet hatte.
Sie verstand sich selbst als Murschida, d. h. als religiöse Lehrerin und Anführerin, und legte mit ihrer Organisation einen Fokus auf Wohltätigkeit und Bildung. Sie unterrichtete Frauen an der Ibn-Tulun-Moschee. So gelang es ihr auch, ihr politisches Wirken zu legitimieren.
Sie war davon überzeugt, dass die Emanzipation der Frau mit der Emanzipation des Mannes durch den Islam zusammenhänge und der Islam folglich den Frauen Freiheit und wirtschaftliche, politische und soziale Rechte garantiere. Sie sah die wichtigste Aufgabe der Frau in der Erziehung der Kinder und der Stärkung der Familie. Diese konservativen Werte hinderten sie allerdings nicht daran, als öffentliche Person für ihre Überzeugungen einzutreten. Sie distanzierte sich von einem säkulären Feminismus, wie ihn Sha'rawi propagierte, und stand für die Emanzipation der Frau durch den Islam ein. Sie gilt als Vertreterin eines islamistisch geprägten Feminismus: Sie wollte ihre politisch-islamischen Aktivitäten nicht ihrer Rolle als Ehefrau unterordnen. Ihre erste Ehe wurde daher geschieden; für die zweite Eheschließung machte sie die explizite Einwilligung ihres künftigen Mannes in ihre „missionarischen“ Aktivitäten zur Bedingung.
Sie wurde bekannt für ihren „Gefängnisbericht einer Muslimschwester“ (أيام من حياتي, DMG Ayyām min ḥayāt ‚Tage aus meinem Leben‘), auf Englisch veröffentlicht unter dem Titel Return of the Pharaoh: Memoir in Nasir's Prison (Das Wort “Pharaoh” in Return of the Pharaoh – „Rückkehr des Pharao“ – bezieht sich auf den ägyptischen Präsidenten Nasser), der sich auf Geschehnisse zur Zeit des Präsidenten Nasser in den 1960er Jahren bezieht und ein autobiographischer Bericht ist, wobei sie angeklagt und eingesperrt wurde. Während sie auf die Verhandlung wartete, wurde sie gefoltert. Unter dem neuen Präsidenten Anwar as-Sadat wurde sie Anfang der 1970er Jahre amnestiert.
Zainab al-Ghazali starb 2005.

## Werke (Auswahl)
- Ayyām min ḥayātī

(englisch) Return of the Pharaoh : memoir in Nasir's prison. Translated by Mokrane Guezzou. Leicester [u. a.] : Islamic Foundation, 1994; ISBN 0-86037-240-5 (Digitalisate: 1, 2)
(deutsch) Gefängnisbericht einer Muslimschwester (Auszüge in Andreas Meier, siehe unter Literatur)